# Faux (outil)
Pour les articles homonymes, voir Faux.

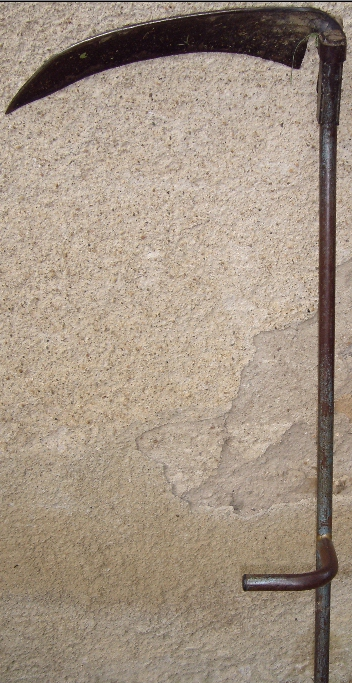
Faux.

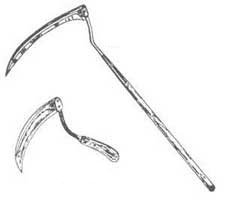
Faucille et faux.

La faux (ou anciennement faulx) est un outil manuel agricole utilisé pour faucher l'herbe lors des fenaisons, et les céréales lors des moissons. La faux est formée d'une longue lame effilée (60 à 90 cm) et arquée, fixée perpendiculairement sur un manche en bois ou bien en métal, relativement long (140 à 200 cm) muni de deux poignées, l'une à mi-hauteur et l'autre à l'extrémité opposée à la lame. La lame est maintenue au manche grâce à une pièce métallique appelée anneau de serrage. 
Il est nécessaire de séparer la lame du manche pour battre le tranchant de la lame. Cet outil peut servir également à débroussailler les bords d'un pré ou d'un champ des plantes sauvages adventices telles que la ronce, la fougère, l'ortie et le chardon.

## Historique

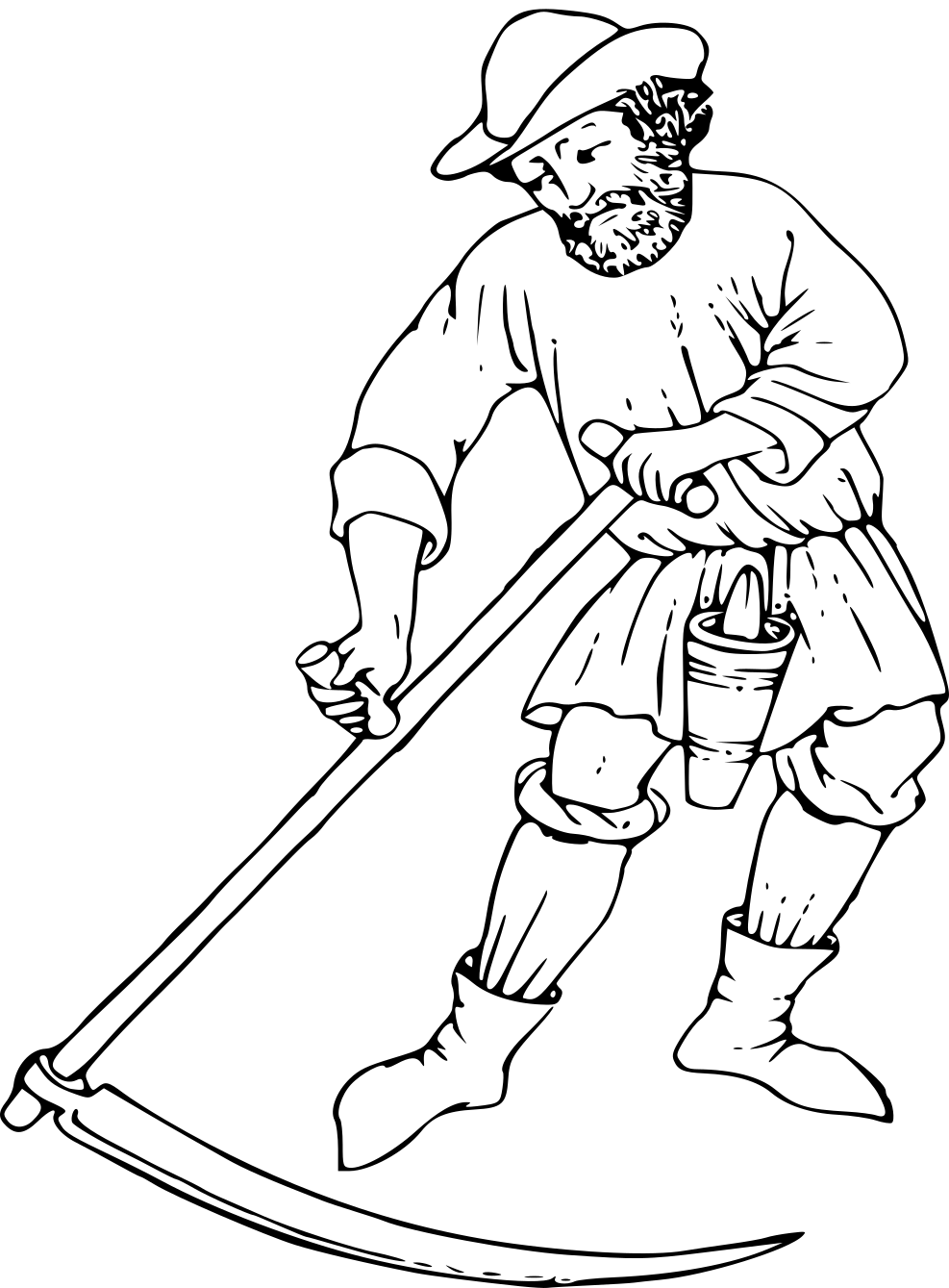
Homme utilisant une faux, avec sa lame arquée et le manche pourvu d'une potence en son milieu.

L'époque d'apparition des premières faux à deux mains est débattue ; dans la Slovénie actuelle entre le Ier siècle avant et le Ier siècle après J.-C.(Zeitlinger J,  Joseph Déchelette), au troisième siècle avant notre ère à l'époque de la Tène (à Chevilly) d'après François Sigaut ou même dans toute l'Europe centrale dès le premier âge du fer (Hallstatt) avec des faux à manche court. Cela a eu pour but de développer la production du foin et donc de l’élevage. La faux en effet c’est le foin, (François Sigaut, EHESS), c’est-à-dire la forme principale de réserve fourragère grâce à laquelle l’intégration de l’agriculture et de l’élevage a pu être poussée bien plus loin en Europe que partout ailleurs. Son utilisation pour les moissons est très tardive.
Les faux de formes diverses se sont très vite répandues dans l’espace romain et en Gaule dès le début de la période gallo-romaine. (Marbach A.)
D'abord utilisée pour couper l'herbe, la faux ne remplaça la faucille pour la récolte des céréales qu'à partir du XVIe siècle. Son usage a fortement régressé depuis l'apparition des faucheuses mécaniques puis des moissonneuses-batteuses.

## Utilisation

### En agriculture
Le fauchage requiert un apprentissage spécifique. La description ci-dessous concerne un faucheur droitier. Inverser tout pour un gaucher.
Le faucheur reste droit pendant la fauche. Il fait face à la coulée qu'il va faucher. La lame repose au sol, la pointe à la droite du faucheur et donc le manche un peu en retrait derrière lui.
Il effectue un mouvement latéral des deux bras pour amener l'herbe fauchée à gauche de son passage. Il repousse la faux au point de départ de la nouvelle coupe, la lame s'appuyant toujours sur le sol et fait un petit pas de la largeur d'herbe fauchée.
La largeur d'herbe fauchée est la même pendant tout le mouvement. Elle ne dépasse pas 10 cm et dépend du contexte (dureté de l'herbe, sa hauteur, présence de rosée). Pendant la fauche la lame repose toujours au sol pour éviter la fatigue.
Progressivement à gauche du faucheur se forme un tas rectiligne parallèle à l'avancée du faucheur, c'est l'andain.

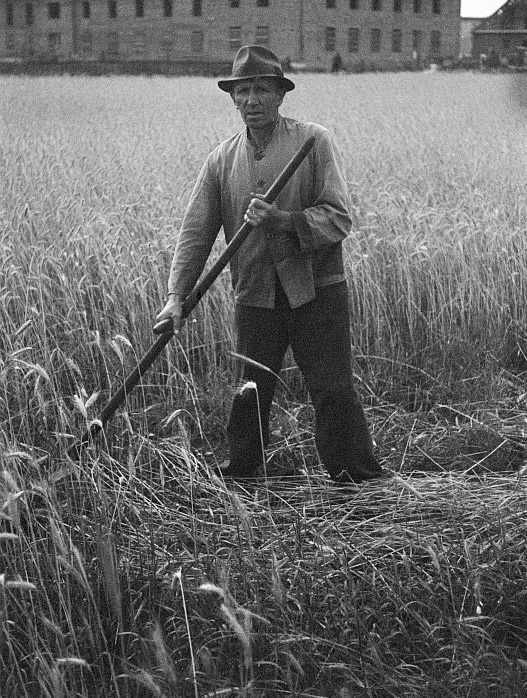
Mouvement à mi-course.
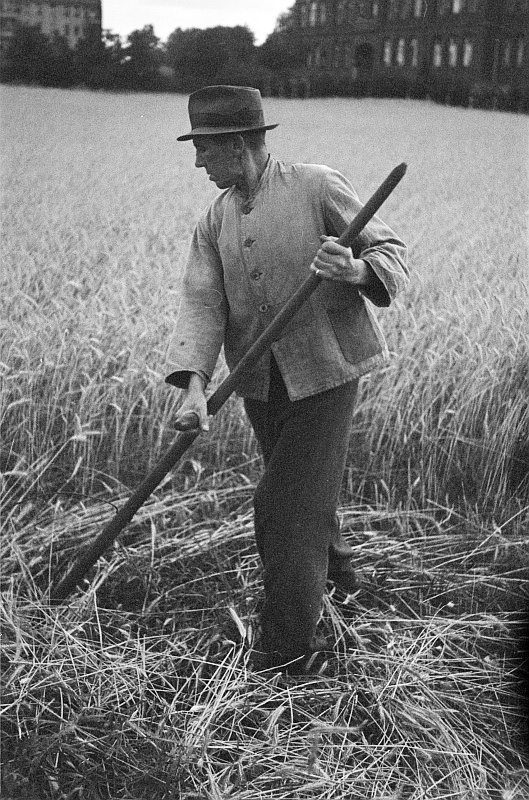
Dépôt des céréales à gauche du faucheur.
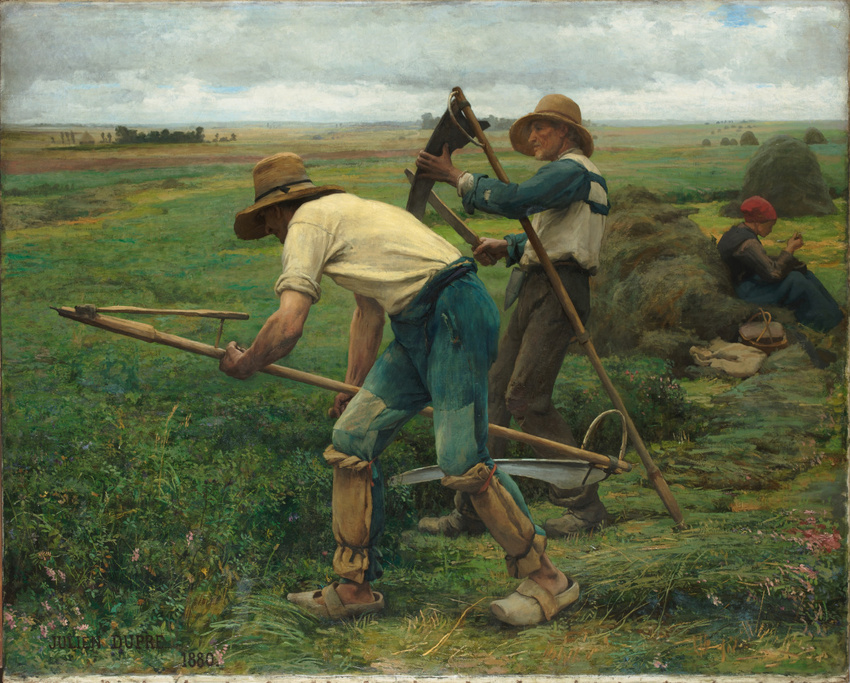
Julien Dupré Les faucheurs de luzerne(1880) (Le mouvement est toujours ample (fauchage) la faux étant plus d'équerre. Notez les protections).
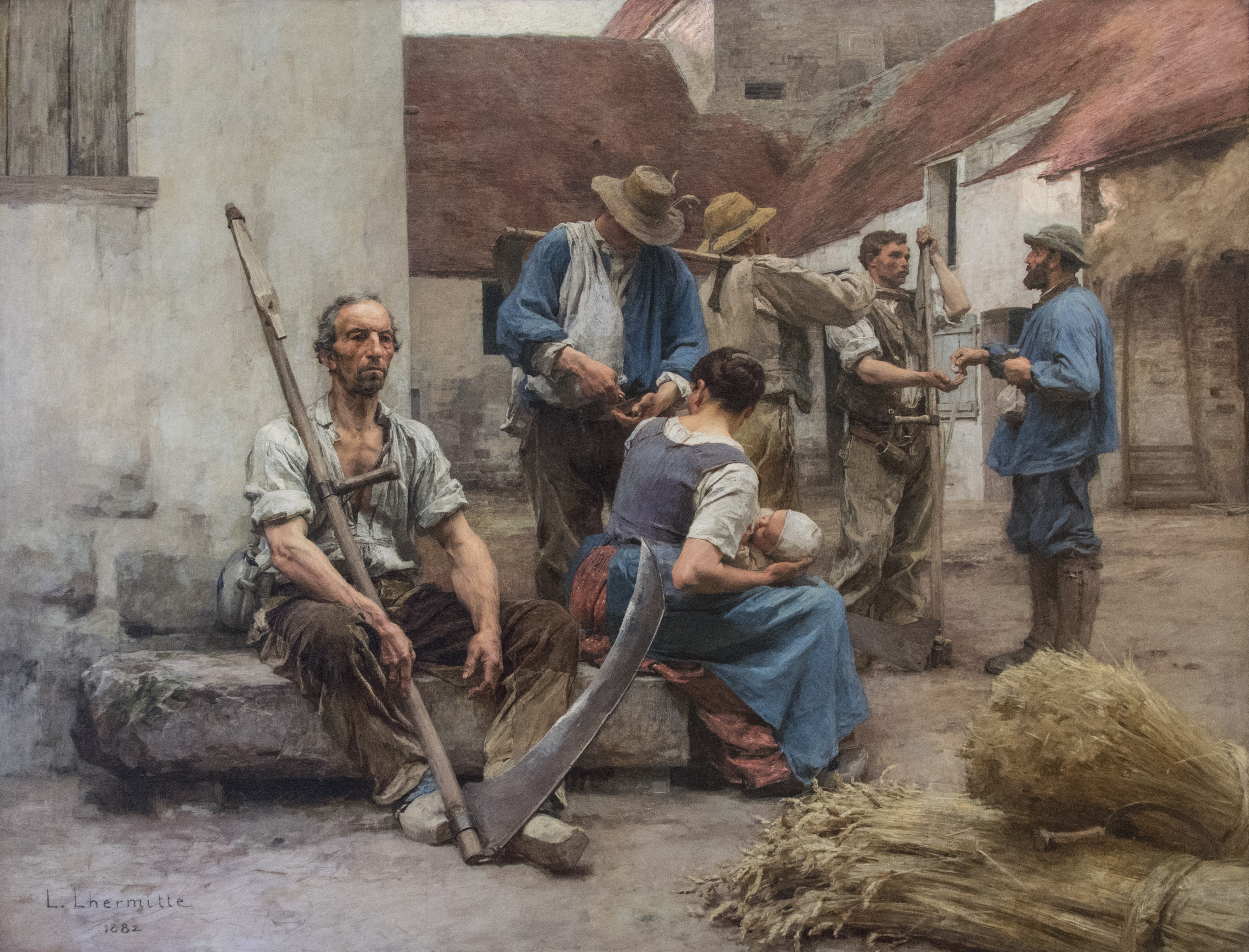
Léon Augustin Lhermitte La paye des moissonneurs (1882) Musée d'Orsay.

### Au combat
La faux a été utilisée comme arme au XVIe siècle, et son usage au combat a fait notamment l'objet d'un chapitre du traité De arte athletica publié en 1542 par Paulus Hector Mair. La faux de guerre est un dérivé de la faux agricole.

## Entretien de la faux

### L'aiguiser
Le faucheur doit fréquemment aiguiser sa lame (toutes les quinze ou trente minutes suivant la résistance des végétaux coupés et la qualité de la lame), grâce à une pierre à aiguiser humide. Cette opération répare les plus fines atteintes au tranchant de la lame et, comme tout aiguisage, enlève une petite partie de métal (ébavurage).

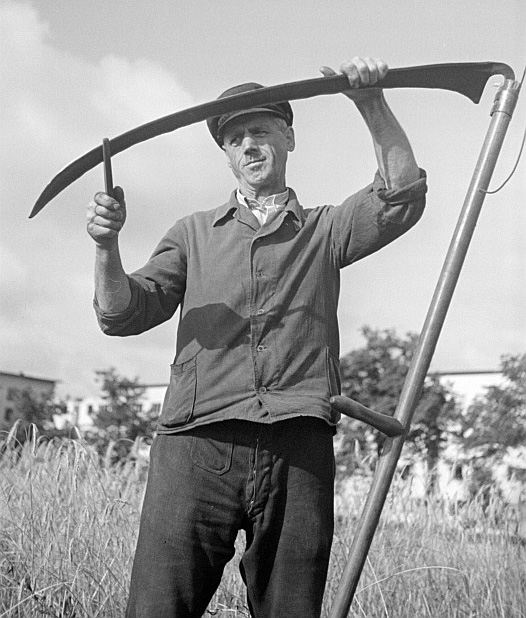
Aiguisage.
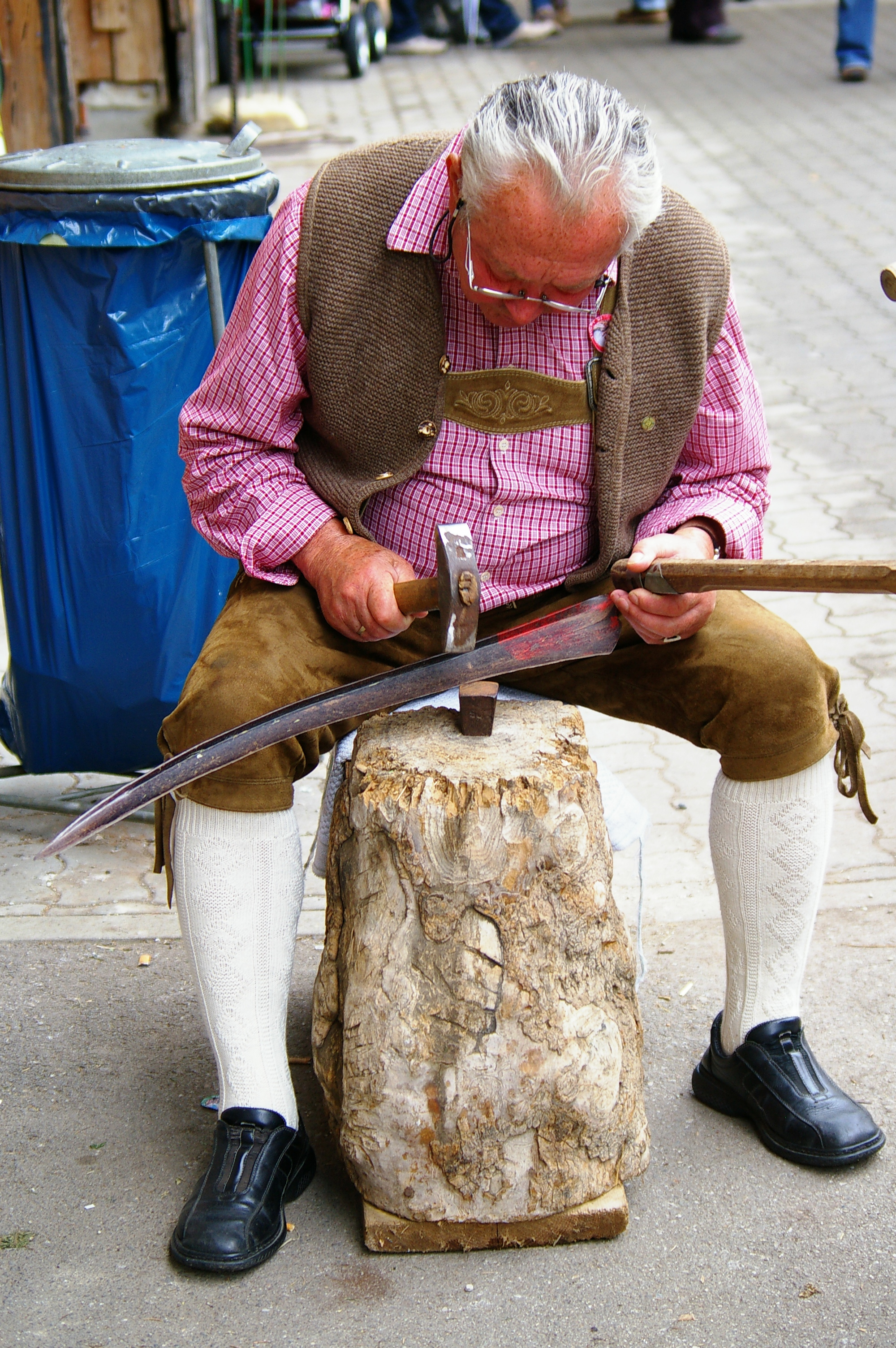
Battage sur billot.

### La «battre»
De temps en temps (environ douze heures de fauche) le faucheur doit « battre » sa faux. Pour cela il sépare la lame du manche. Ensuite, avec un marteau sans angle marqué, il tapote le tranchant de la lame posée sur une enclumette. Le tranchant de la lame est placé au milieu de la tête de l'enclumette. Le faucheur évite de taper trop souvent au même endroit sinon le tranchant n'est plus rectiligne, de plus s'il devient trop fin il peut se fendre. Bien qu'ennuyeux, ces défauts disparaissent après quelques aiguisages.
Cette opération est en fait un forgeage à froid destiné à affiner le tranchant, réparer les micro-fissures, combler les trous laissés par les éclats de métal partis, ainsi qu'à orienter les grains d'acier dans le meilleur sens pour la coupe. Cette opération modèle le métal sans en enlever. Le battage est fini quand le tranchant de la lame plie sous la pression de l'ongle. Il est toujours suivi d'un nouvel aiguisage à la pierre.

## Outils d'entretien

### L'enclumette de faucheur
Une enclumette est une petite enclume portative. Le faucheur pose sa faux sur l'enclumette pour la battre. Il en existe à tête cylindrique ou sphérique.
L'enclumette peut-être :
- dans un billot ; le batteur s'assoit sur un tabouret.
- à l'extrémité d'un banc.
- au sol ; le faucheur bat assis par terre. Cette enclumette particulière est adaptée au faucheur en déplacement. Les particularités de ce type d'enclumette sont :
- un croisillon au milieu. Il repose sur le sol quand l'enclumette est en place et l’empêche de s'enfoncer au cours du battage.
- une excroissance entre la tête et le croisillon. Le faucheur la martèle pour ficher l'enclumette dans le sol sans abîmer la tête. En cas d'absence le faucheur martèle le croisillon.

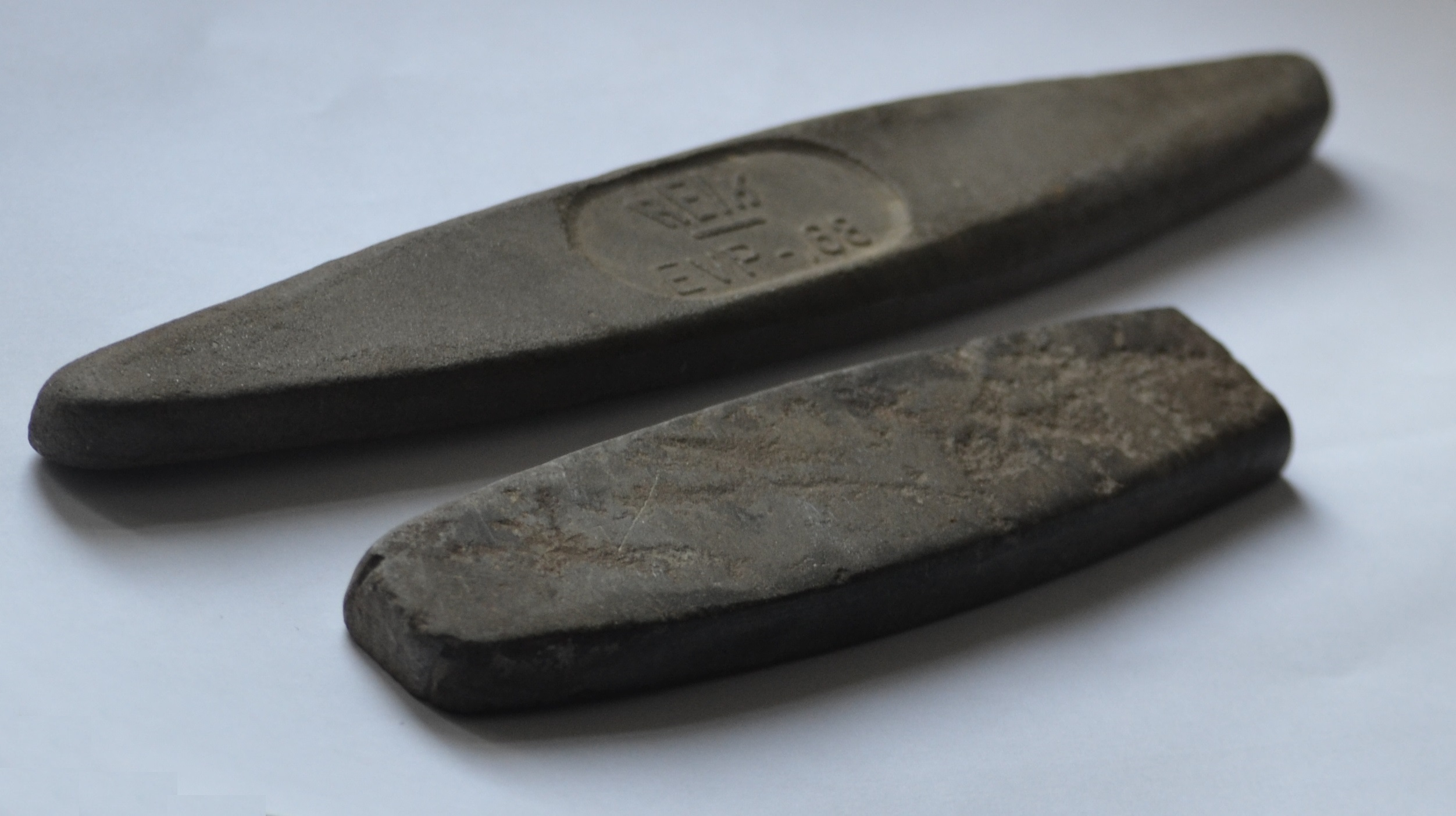
Pierres à aiguiser, artificielle en haut, naturelle en bas.
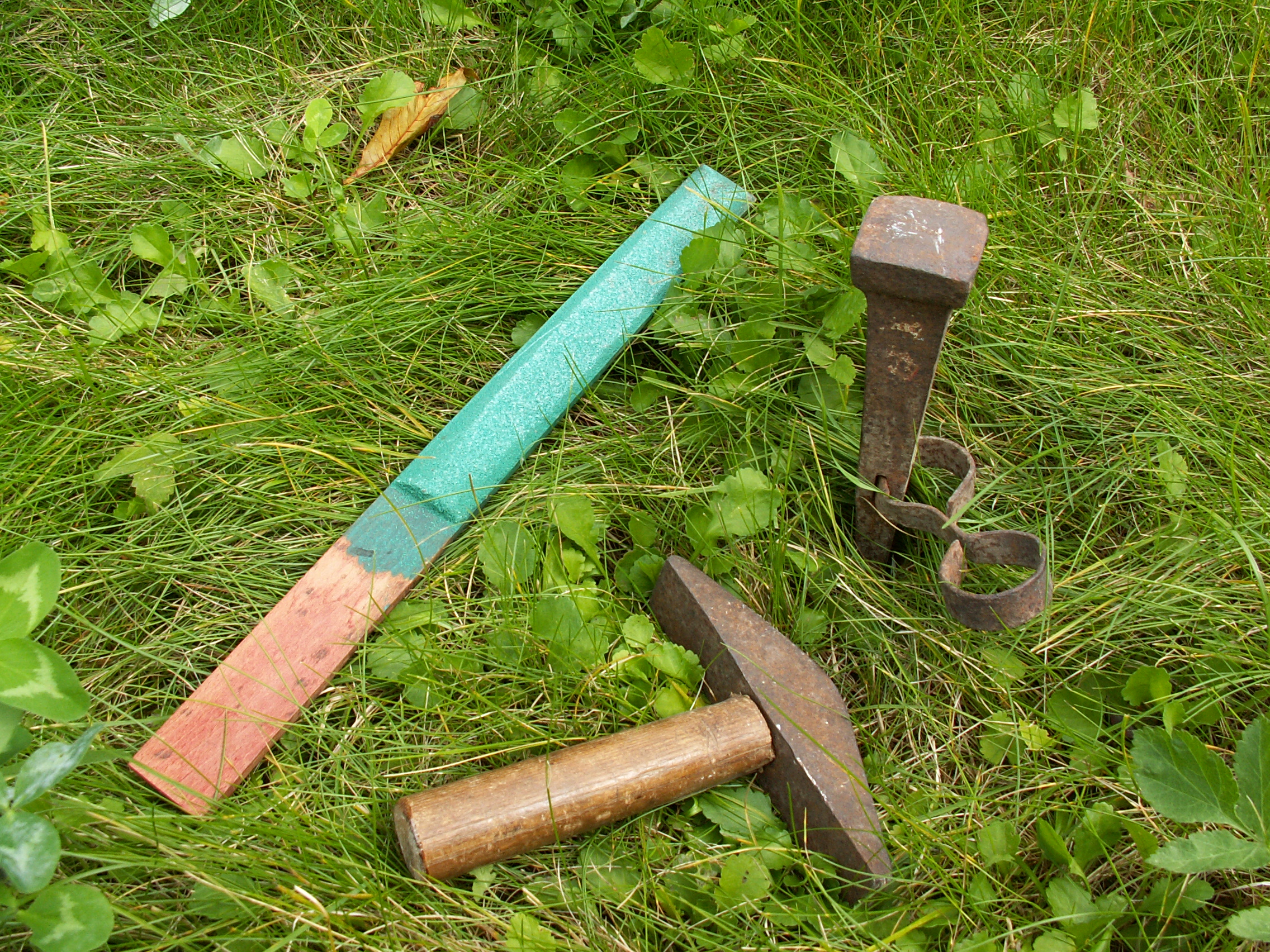
Lime, marteau et enclumette.
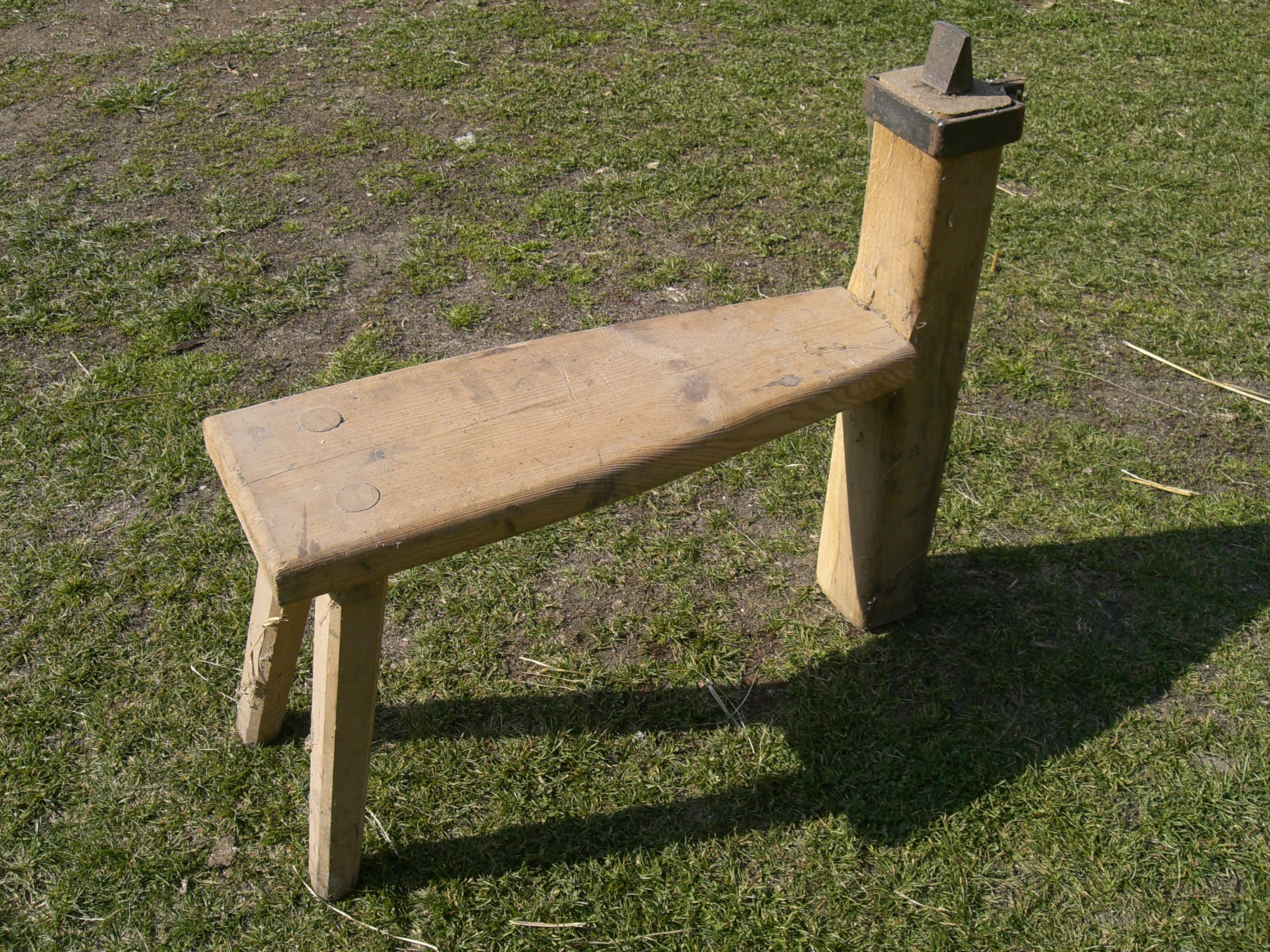
Banc de battage.
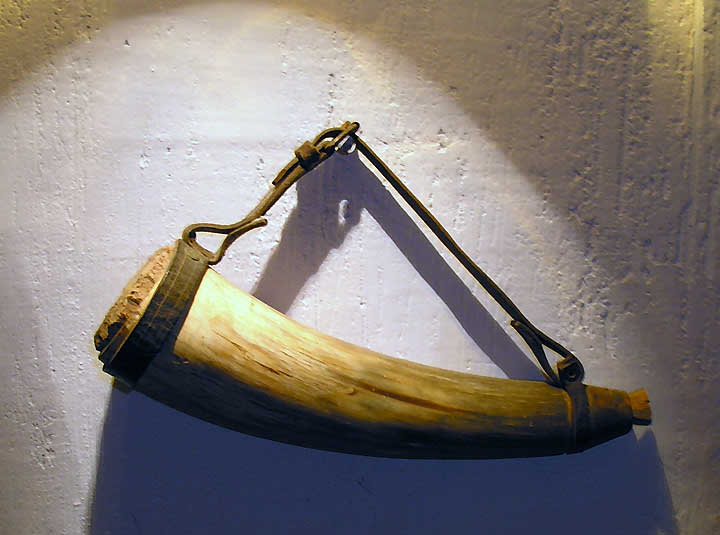
Étui à pierre à faux.

### La pierre
La pierre est une pierre à eau. Elle est soit une pierre naturelle (des tailleurs en produisent encore dans les Pyrénées), soit une pierre artificielle.

### Le coffin ou coffi
La pierre est rangée dans un étui à pierre à faux, appelé coffin en français (coyau en sarthois, coupet en « pyrénéen »), qui est traditionnellement porté à la ceinture. Le coffin est fait en zinc, dans une corne ou en bois. La petite quantité d'eau au fond mouille la pierre à chaque mouvement du faucheur.

## Outils apparentés
- le javelier ou javeleur, javeleuse, faux à doigts, faux à rastell, faux à râteau, faux à étripe, faux à râteau, faux armée, faux composée ; l'outil permet de faire en même temps la fauche et la mise en javelles ou en andains mais demande une grande endurance[5] ;
- la faucille sert à débroussailler les endroits difficilement accessibles aux tondeuses ;
- le faucard (ou faucardeuse) est une faux à long manche, manœuvrée à la main ou adaptée à un bateau muni d’un moteur, et qui sert à faucher les herbes des rivières et des marais ;
- le croissant, goui ou gouillard est une faucille à long manche qui sert à élaguer de petites branches hautes ou à débroussailler des talus ;
- la serpe ou volant, à lame plus épaisse, sert couper du bois, tailler les arbres, élaguer des branches…[5]
- la machette sert couper des repousses, des ronces, se frayer un chemin dans la végétation…
- La sape, dail, daille ou fauchon qui est une faux à lame courte et plus épaisse qui sert à faucher les fougères et arbustes de sous-bois (genets ; brande, ...) mais aussi les céréales[5] ; elle permet de couper au ras du sol en passant là où une faux serait encombrante ; cependant en poitevin et le plus souvent en occitan, « dail » désigne toutes les sortes de faux, de même en catalan « dalla ».

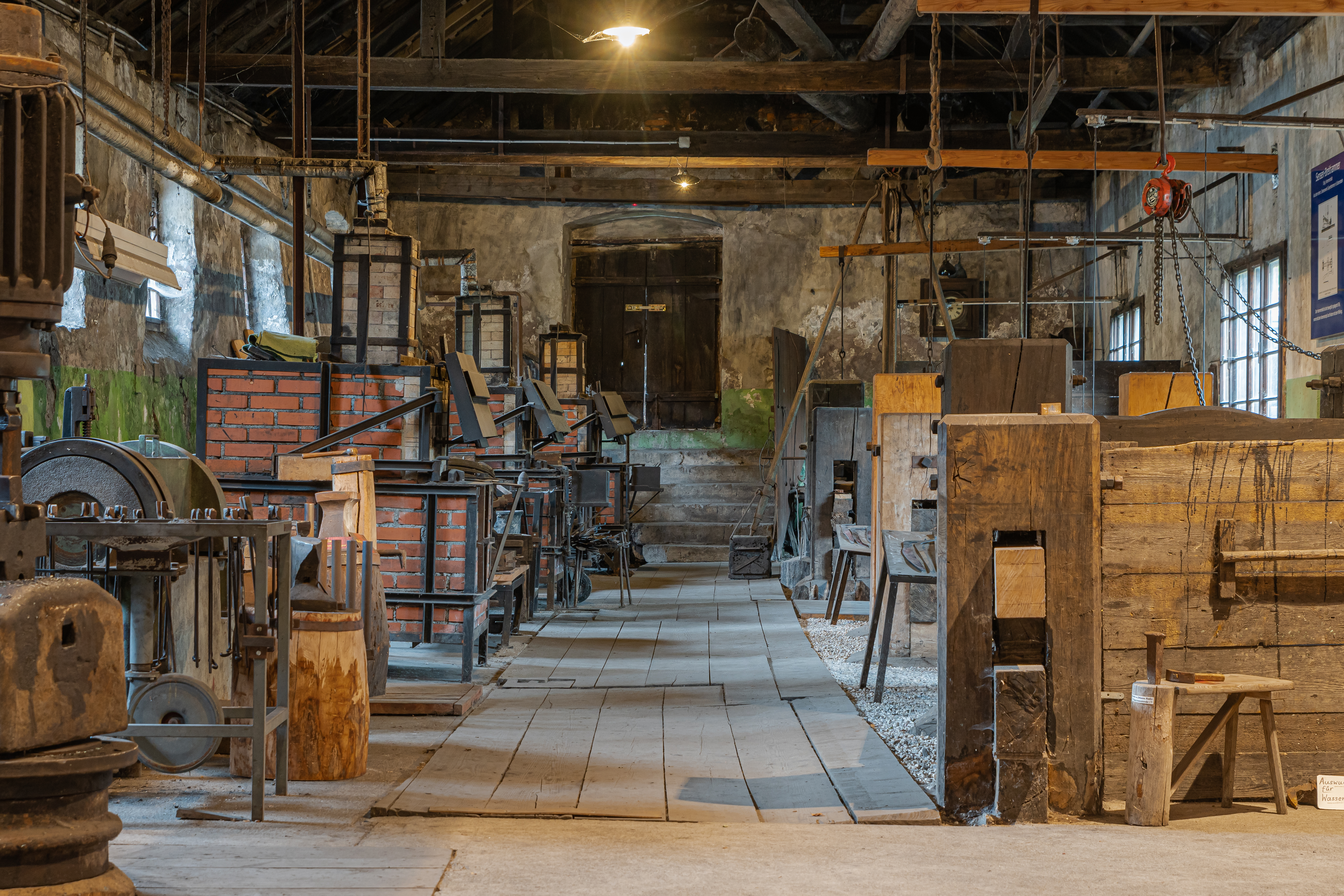
Le musée de la faux à Scharnstein, Autriche.
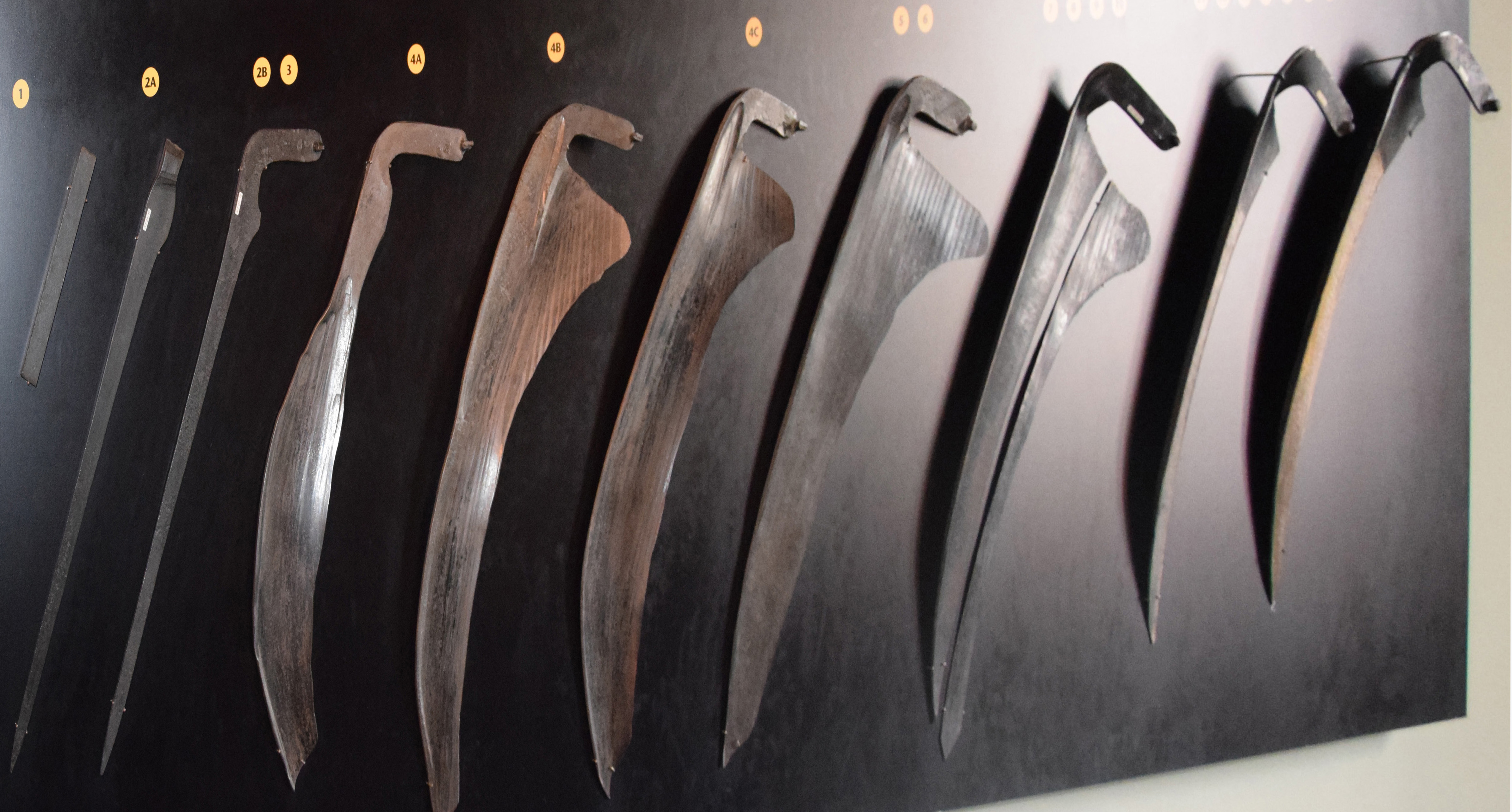
Étapes de fabrication d’une faux.

## Faux à moteur
La faux ou faucheuse à moteur deux temps utilise le plus souvent un carburant composé d’huile et d’essence sans plomb. Elle est utile toute l'année pour faucher les herbes et la végétation du jardin, se faufilant là où la tondeuse n’a pas accès. La débroussailleuse est un outil qui se situe entre la faux portée et le coupe-herbe tant utilisé pour l’entretien des bordures.

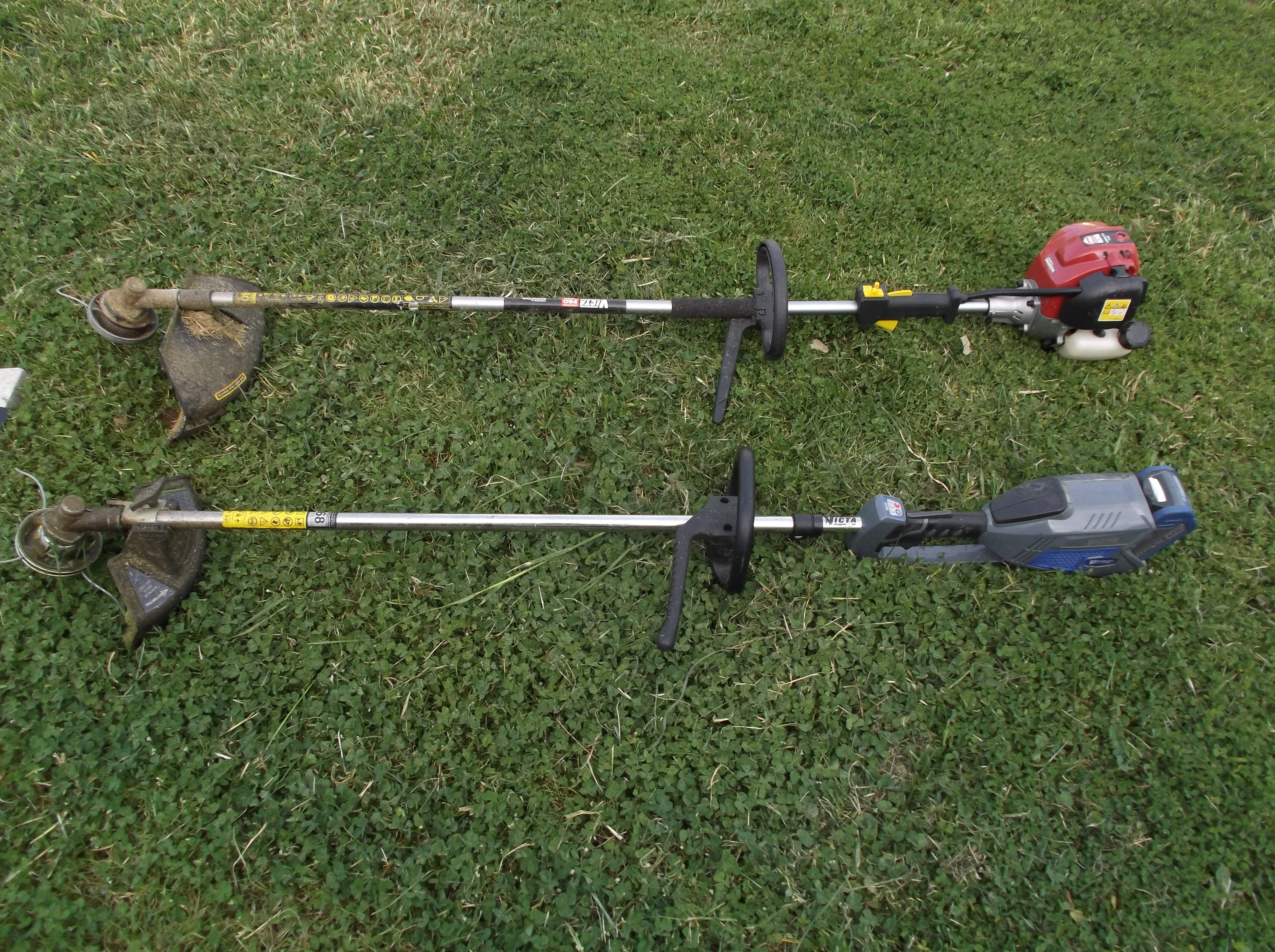
Coupe-bordures thermique et électrique.
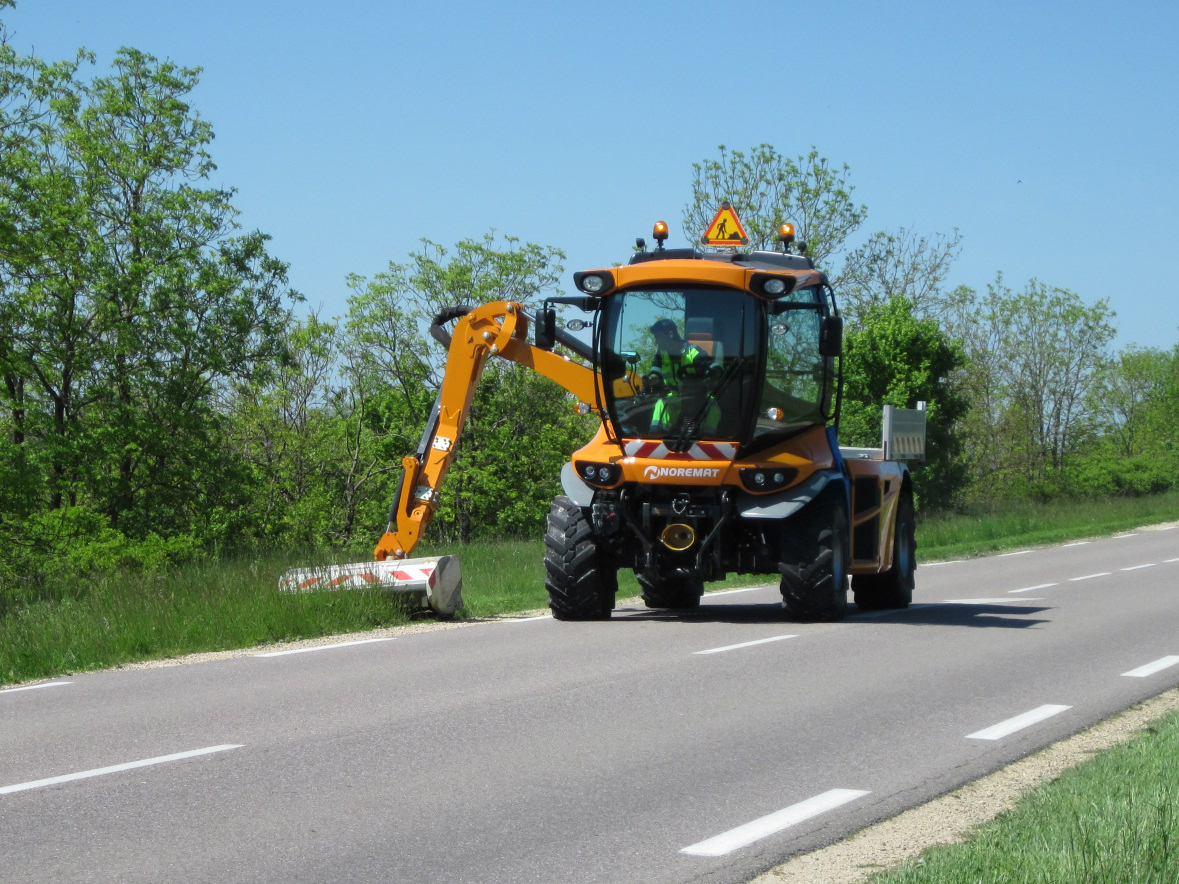
Broyage de l’herbe en bord de route.

Moins utilisé de nos jours que dans les années 1950,1960 la motofaucheuse est un motoculteur sur la prise de force duquel est fixée une tondeuse (sur le même principe que les tondeuses à cheveux ou à barbe), elle permet de faucher sans efforts (le poids repose sur le sol contrairement à une débroussailleuse, et la traction est assurée par les 2 roues motrices) des surfaces de taille moyennes, difficiles d'accès ou pentues, là ou un tracteur serait inadapté.

## Dans l'art

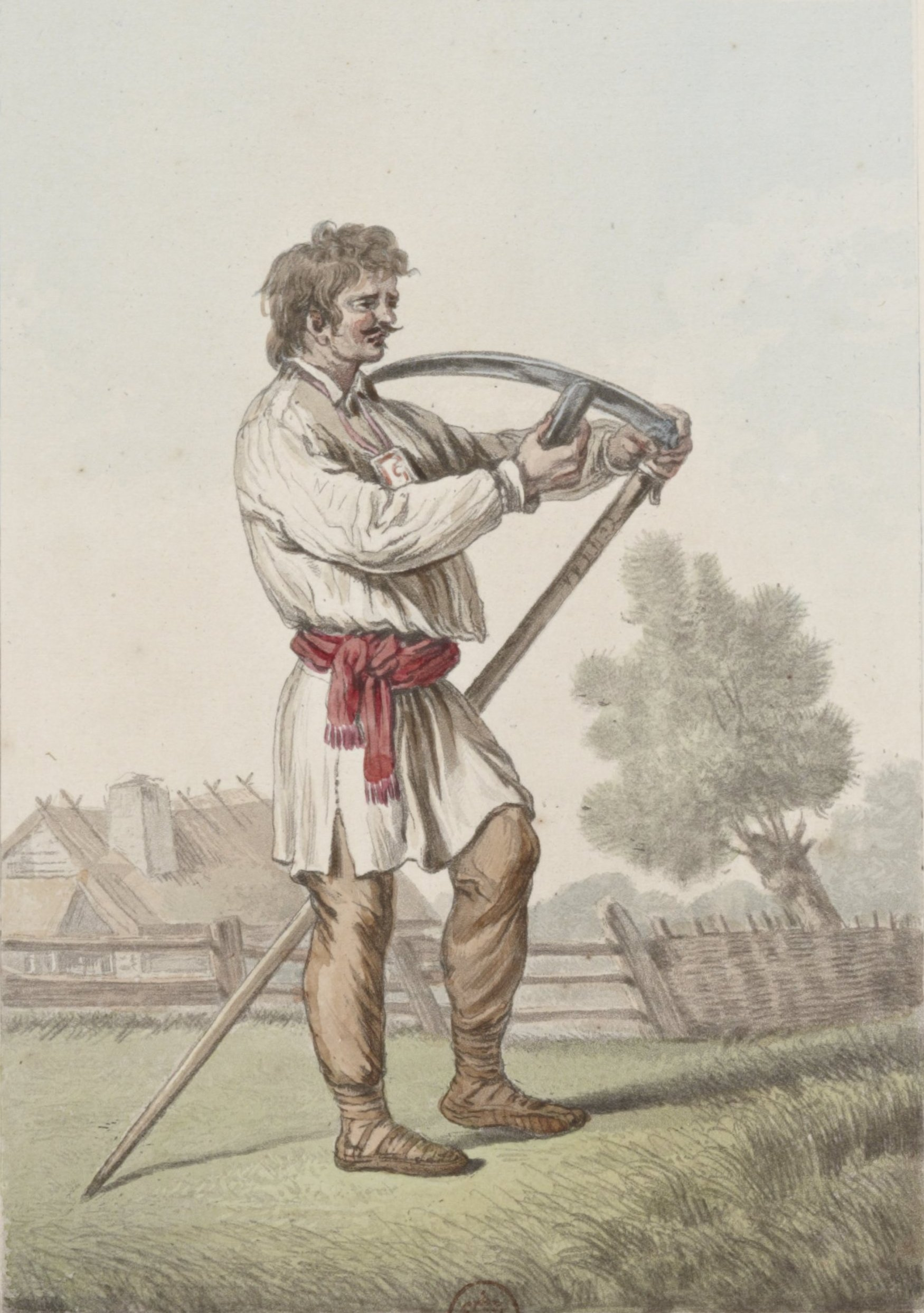
Jean-Pierre Norblin de La Gourdaine, Paysan à l’ouvrage, 1817.

## Symbolique et iconographie

Blason de la ville de Berentzwiller.

La faux est l'outil symboliquement associé à la Mort, aussi appelée la Grande Faucheuse.
Elle est l'attribut du personnage de l'Ankou.

## Calendrier
Dans le calendrier républicain français, le 10e jour du mois de Prairial, est officiellement dénommé jour de la Faux.